# ルパート・フーゲワーフ
ルパート・フーゲワーフ（Rupert Hoogewerf、1970年 - ）はイギリスの公認会計士、コンサルタント、ジャーナリスト。中国名は胡潤（こじゅん、拼音: Hú Rùn)。1999年に「胡潤百富榜」（フージワーフの中国富豪ランキング）を創設したことから、中国の民間経済研究のゴッドファーザーと呼ばれている。

## 経歴
1970年ルクセンブルク生まれ。両親はイギリス人であった。イートン・カレッジを卒業後1988年に日本留学、その後ダラム大学にて中国語を専攻した。ダラム大学在学中に一年間中国人民大学に留学している。その後1993年から2000年までアーサー・アンダーセン会計事務所に勤務。その間1997年から1999年まで上海で勤務し、残りはロンドンで勤務した。1999年、個人的な趣味で中国大陸部の富豪ランキングを助手と共に作成、米フォーブス誌に英語版を投稿したところ、掲載される。その後2002年12月から2005年1月まで雑誌ユーロマネー 誌の編集を経て独立。中国にて民間シンクタンク「胡潤研究院」を創設した。その後も毎年中国富豪ランキング（フージワーフの中国富豪ランキング）を作成するなど中国富裕層に関する研究を進めている。

## パーソナリティ
ルクセンブルク語、英語の他ドイツ語、フランス語、ポルトガル語、中国語、日本語が話せる